# Rosario Camacho Martínez
Rosario Camacho Martínez (Melilla, 2 de enero de 1943) es una catedrática e historiadora del arte española. Ha sido la primera mujer presidenta de la Real Academia de Bellas Artes de San Telmo.

## Biografía
Es doctora en Historia del Arte por la Universidad de Granada y catedrática de Historia del Arte de la Universidad de Málaga. Su ámbito de estudio es la Málaga barroca, en el que ha escrito un sinfín de publicaciones, y colaborado en al redacción de libros.
Es académica numeraria de la Real Academia de Bellas Artes de San Telmo y académica correspondiente de las reales academias de Bellas Artes de Santa Isabel de Hungría y de Córdoba de Ciencias, Bellas Letras y Nobles Artes.

## Premios y reconocimientos
Entre sus numerosos méritos destacan el Premio Málaga de Investigación o su pertenencia a la Real Academia de Bellas Artes de San Telmo.
La Fundación Melilla Monumental le concedió el Premio Melilla Patrimonial 2021, “por su contribución en el ámbito de las Humanidades, al conocimiento del acerbo patrimonial de Melilla”.